# Tacaná
De Tacaná is een stratovulkaan op de grens van Mexico en Guatemala. Met een hoogte van 4092 meter is het de op een na hoogste berg van Guatemala en de hoogste berg in Zuid-Mexico.
De Tacaná maakt deel uit van een keten vulkanen in de subductiezone van de Caribische plaat onder de Noord-Amerikaanse Plaat. Er zijn uitbarstingen geweest in 1855, 1878, 1903, 1949/1951 en 1986. Het gesteente bestaat uit Andesiet, Hyperstheen en Augiet.